# Пам'ятник Тарасові Шевченку (Жизномир)
Пам'ятник Тарасові Шевченку в Жизномирі — погруддя українського поета Тараса Григоровича Шевченка в селі Жизномирі Бучацького району на Тернопільщині.
Пам'ятка монументального мистецтва місцевого значення, охоронний номер 143.

## Опис
Пам'ятник споруджено 1964 року біля сільської школи.
Погруддя виготовлене з бетону, висота — 0,8 м, постамент — із каменю, висота — 2,2 м.
Погруддя масового виробництва.
На постаменті викарбуваний напис:
Тарас Григорович

ШЕВЧЕНКО

1814—1861

Наша дума, наша пісня

Не вмре, не загине...

От де, люде, наша слава,

Слава України!